# Codex Parisino-petropolitanus

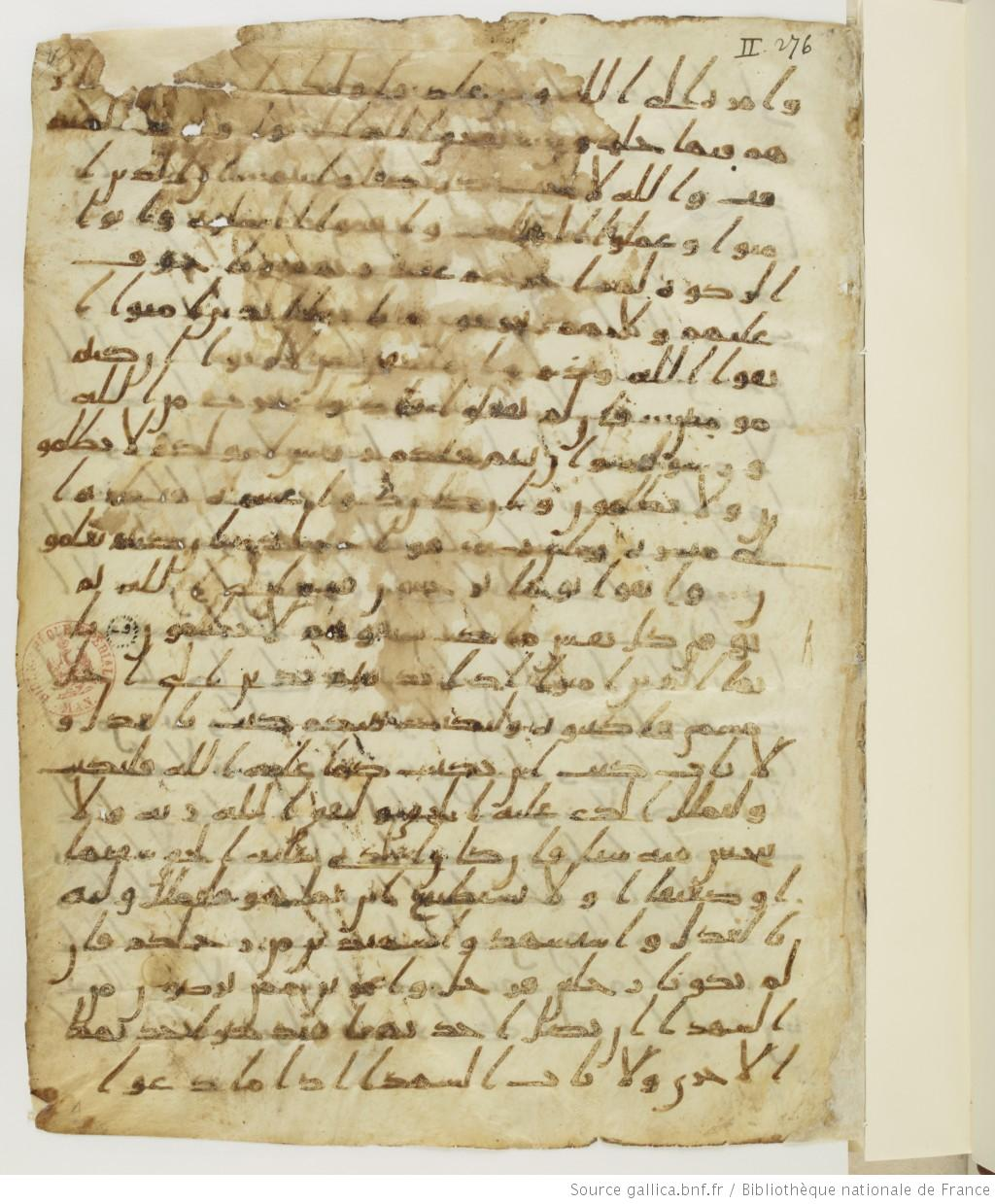
Recto pierwszego folio z Codex Parisino-petropolitanus; ze zbioru Arabe328(ab) przechowywanego w Paryżu, w Bibliothèque nationale de France. Ajaty z sury Al-Bakara

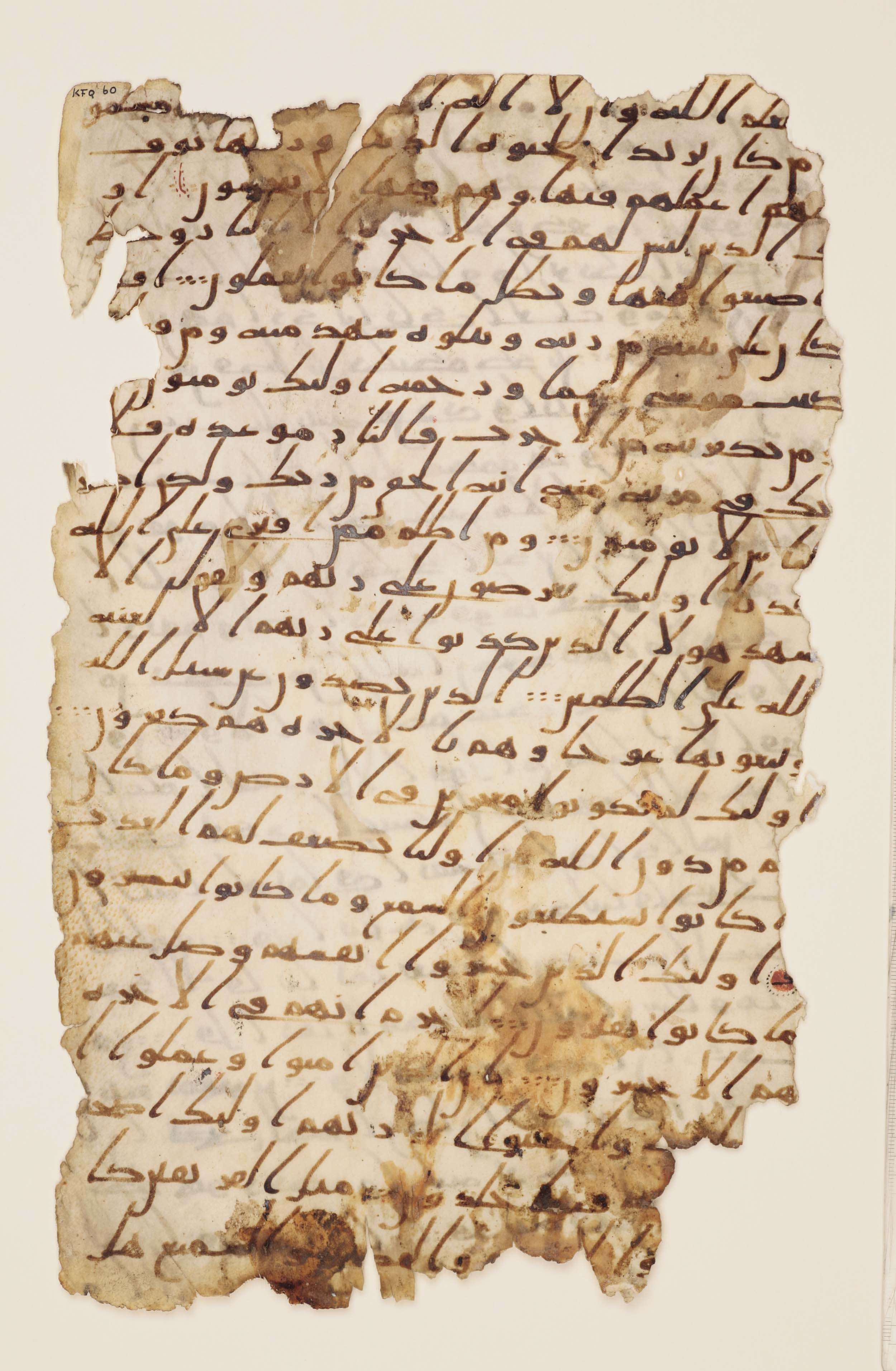
Folio z Codex Parisino-petropolitanus będące w posiadaniu The Khalili Collections w Londynie; fragment sury Hud

Codex Parisino-petropolitanus – jeden z najstarszych znanych manuskryptów Koranu, datowany na koniec VII w. lub początek VIII w. (1. wiek po Hidżrze). Zachowana część manuskryptu zawiera około 45% Koranu – jest to 98 folio z całości, która mogła liczyć 210–220 folio. Fragmenty manuskryptu są obecnie przechowywane w czterech różnych kolekcjach, we Francji, Rosji, Wielkiej Brytanii i Watykanie.

## Manuskrypt

### Miejsce przechowywania
Fragmenty Codex Parisino-petropolitanus są przechowywane w czterech miejscach:
1. Biblioteka Narodowa Francji w Paryżu: Arabe 328(a) – 56 folio – oraz Arabe 328(b) – 14 folio
2. Rosyjska Biblioteka Narodowa w Sankt Petersburgu: Marcel 18 – 26 folio
3. The Khalili Collections w Londynie: KFQ60 – 1 folio
4. Biblioteka Watykańska w Watykanie: Vat. Ar 1605/1 – 1 folio[1].

### Datowanie
Manuskrypt jest zazwyczaj datowany na koniec VII w. (m.in. przez François Déroche i David S. Powers). The Khalili Collections datuje folio znajdujące się w jej posiadaniu na początek VIII w.

### Treść
Manuskrypt w obecnej formie składa się z 98 folio, na których jest zapisane około 45% Koranu. Dwie główne porcje tekstu, które przetrwały (z brakującym fragmentem pomiędzy nimi), to: sura 2:275 do sura 10:78 oraz sura 23:15 do sura 31:23.

### Materiał i skrybowie
Manuskrypt został wykonany na pergaminie. Wymiary zachowanych folio to około 330 mm wysokości na 248 mm szerokości. Analiza paleograficzna wykazała, że nad manuskryptem pracowało pięciu kopistów, którzy używali wczesnego stylu pisma arabskiego – Hidżazi.

## Historia
Manuskrypt był przechowywany wraz z innymi nieużywanymi rękopisami Koranu w Meczecie Amr ibn al-Asa w Fustacie. Podczas wyprawy Napoleona do Egiptu w latach 1798–1799 francuski arabista Jean-Joseph Marcel (1776–1856) zdobył pierwszą partię folio. Kilka folio więcej kupił Jean-Louis Asselin de Cherville (1772–1822), gdy parę lat później pełnił funkcję wicekonsula w Kairze. Kolekcja rękopisów arabskich Cherville'a została sprzedana Bibliotece Narodowej Francji po jego śmierci w 1822 roku. Część kupiona przez Jean-Josepha Marcela została sprzedana przez jego dziedziczkę rządowi rosyjskiemu, a w 1864 roku stała się częścią zbiorów Carskiej Biblioteki Publicznej (obecnie Rosyjska Biblioteka Narodowa w Sankt Petersburgu). Oprócz porcji zakupionych przez Marcela i de Cherville, dwa dodatkowe folio dotarły do Europy oddzielnie, jedno znajduje się obecnie w Bibliotece Watykańskiej (Vat. Ar. 1605/1), a drugie w The Khalili Collections w Londynie (KFQ 60).